# Powder Her Face

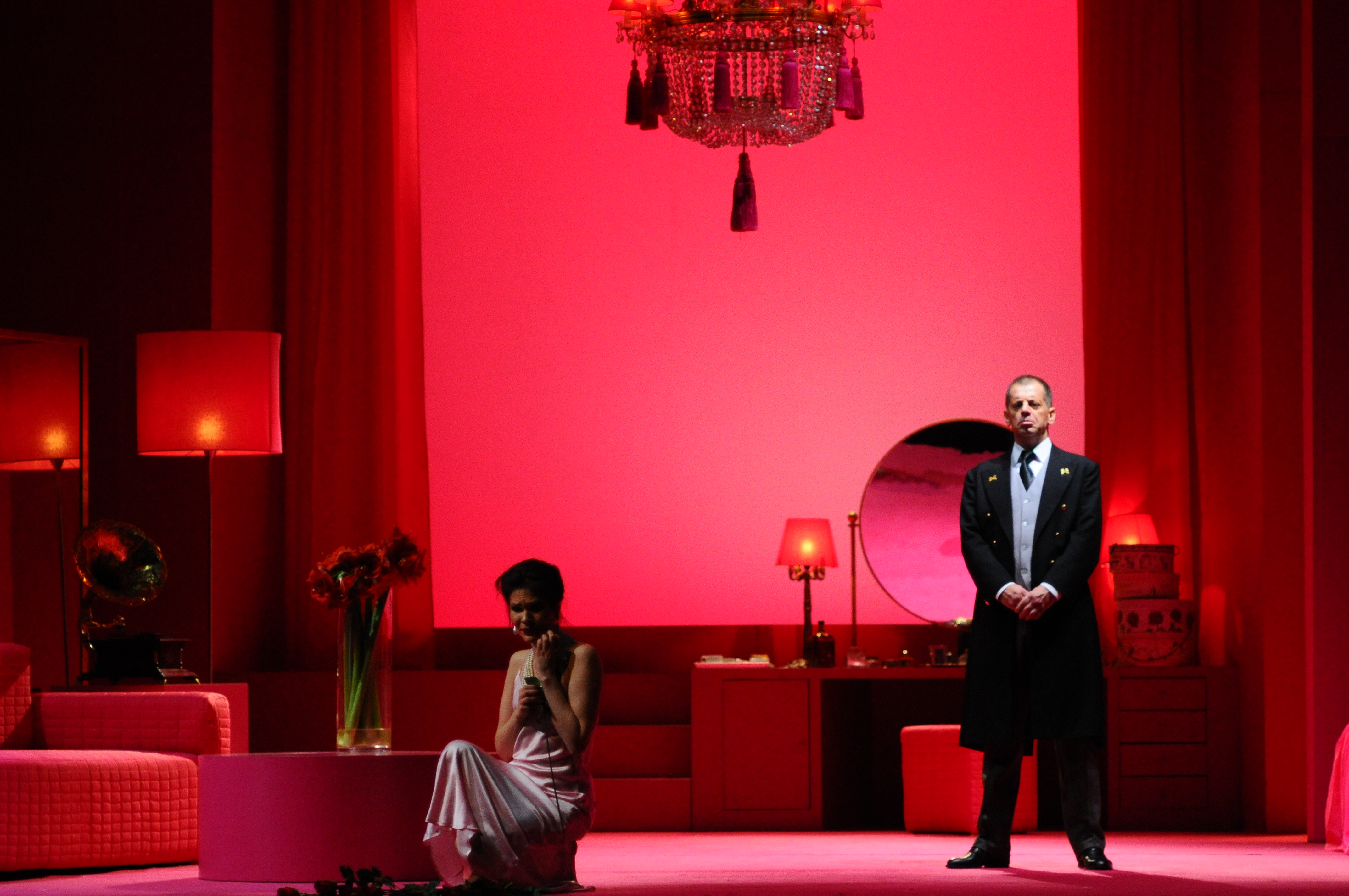
Scen ur Powder Her Face från en föreställning på Teatro Comunale Bologna.

Powder Her Face är en engelsk kammaropera i två akter med musik av Thomas Adès och libretto av Philip Hensher. Speltiden är två timmar och tjugo minuter. Operan var en beställning av Almeida Opera, en del av Londons Almeida Theatre.

## Historia

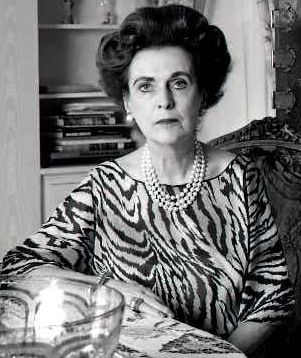
Margaret, hertiginnan av Argyll.

Operan bygger på historien om "the Dirty Duchess" Margaret Campbell, hertiginnan av Argyll, och hennes skilsmässa från den 11:e hertigen 1963. Hennes erotiska utsvävningar var förstasidesnyheter i de engelska tidningar och det i operan komprometterande fotografiet användes som bevis under rättegången. Operan är även väldigt explicit i sitt språk och detaljer.
Verket hade premiär den 1 juli 1995 på Everyman Theatre i Cheltenham med Jill Gómez i huvudrollen. Kritiken var huvudsakligen god, men operan blev ryktbar för din musikaliska beskrivning av fellatio: Brittiska radiostationen Classic FM ansåg den olämplig för sändning.

## Musik
Adès komponerade en musik som innehöll såväl pastischer på 1930-talets dansmusik, som referenser till andra tonsättare såsom Alban Berg, Igor Stravinskij, Benjamin Britten, Kurt Weill, Richard Strauss och György Ligeti, liksom tangos av Ástor Piazzolla. Musikkritikern Alex Ross beskriver librettots och teatralitetens inverkan på uppsättningen:
Hensher tog tillfället i akt att skapa den första teatrala avsugningen i operahistorien, men han vred om historien till någonting mer generellt och expressionistiskt: Margaret blir till en halv komiskt, halt tragisk figur, en förkastad dumbom. Det fanns klara paralleller till Alban Bergs förnedringsopus Lulu [...] Librettot läses som en fräck fars, men den når ut till känslosamma bredder när musiken läggs till. Med några otroligt förföriska avsnitt av 30-talets populärmelodier visar Adès den svindlande värld som hertiginnan förlorade, och när hennes klara harmoni raglar ned till en förfärande b-moll visar han fram den manliga grymhet som påskyndade hennes fall. Adès harmoniska trick äger en kraftfull teatral inverkan: en repetitiv känsla av en vacker hägring som förvandlas till kall och främmande fragment.

## Personer
- Hertiginnan (dramatisk sopran)
- Hotelldirektören/Hertigen/Städaren/Gästen/Domaren (baryton)
- Elektrikern/Gigolon/Kyparen/Prästen/Voyeuren/Springpojken (tenor)
- Husan/Den förtrogna/Servitrisen/Älskarinnan/Voyeuren/Skvallerjournalisten (sopran)

## Handling

### Akt I
Hertiginnan blir hånad av en elektriker och en husa i ett hotellrum. Hon återkallar minnen från sin glans dagar. Handlingen förflyttas till 1934. En manlig figur skymtar i en dörröppning. Hertiginnan har skilt sig från sin första make och ämnar gifta om sig med hertigen. Gigolon sjunger hennes favoritsång medan hertigen gör entré. En servitris beskriver äktenskapet mellan hertigen och hertiginnan år 1936 medan de övriga framställer tablåer av bröllopet och smekmånaden. 
Handling förflyttas fram till 1953. Hertiginnan utför oralsex på en hotellkypare. En kamerablixt går av då han når klimax. Hertigens älskarinna övertalar honom att ruinera hertiginnan och de finner det komprometterande fotografiet.

### Akt II
Voyeurerna diskuterar ivrigt skilsmässoprocessen 1955. Domaren avkunnar dom och fördömer hertiginnan såsom innehavare av "en sänggavels moral", medan han prisar hertigens tolerans. Hertiginnan intervjuas av en journalist i det hotellrum som blivit hennes hem 1977. Allt medan bud kommer och går beklagar hon elegansen och stilen hos den nya tiden. Handlingen återvänder till 1990 och hotelldirektören överräcker ett meddelande om att hon ska lämna hotellet inom en timme. Hertiginnan kan bara känna avsky för nutiden. Ett sista försök att förföra direktören misslyckas. När hon lämnat rummet kryper elektrikern och husan fram under sängen och vandaliserar inredningen.